# Perșotravneve, Trosteaneț
Perșotravneve (în ucraineană Першотравневе) este un sat în comuna Boromlea din raionul Trosteaneț, regiunea Sumî, Ucraina.

## Demografie
Componența lingvistică a localității Perșotravneve
     Ucraineană (91,49%)
     Rusă (8,51%)
Conform recensământului din 2001, majoritatea populației localității Perșotravneve era vorbitoare de ucraineană (91,49%), existând în minoritate și vorbitori de rusă (8,51%).